# Bruna
Bruna je  žensko osebno ime.

## Izvor imena
Ime Bruna je različica moškega osebnega imena Bruno.

## Rezličice imena
Brunica, Brunislava, Brunoslava

## Pogostost imena
Po podatkih Statističnega urada Republike Slovenije je bilo na dan 31. decembra 2007 v Sloveniji število ženskih oseb z imenom Bruna: 226.

## Osebni praznik
Osebe z imenom Bruna godujejo takrat kot osebe z imenom Bruno.